# Хуммлер, Конрад
доктор Конрад Хуммлер (нем. Konrad Hummler) (род. 13 марта 1953 г., Санкт-Галлен) — швейцарский банкир, управляющий партнёр частного банка Wegelin. Вице-президент, затем в 2009—2011 годах Президент Ассоциации швейцарских частных банкиров (The Swiss Private Bankers Association, SPBA). Член административного совета солидной швейцарской газеты Neue Zurcher Zeitung (NZZ). Последовательный защитник соблюдения банковской тайны в швейцарских банках.
Хуммлер вошёл в состав участников швейцарского банка Wegelin в 1991 году. В 1998 г. он возглавил экспансию банка за пределы кантона Санкт-Галлен, открыв первый филиал в Цюрихе. Всего под его руководством было открыто 12 филиалов банка, в том числе в Женеве и Лозанне.

## Интересные факты
- Доктор Конрад Хуммлер стал одним из персонажей книги «Я — аферист. Признания банкира»